# 变态者意识形态指南
《变态者意识形态指南》（英語：The Pervert's Guide to Ideology），是2012年由索菲亚·菲尼斯导演，斯洛文尼亚哲学家、心理学家斯拉沃热·齐泽克编剧、主演的英国纪录片，是菲尼斯2006年的纪录片《变态者电影指南》的续集。本片虽承接上集的展现形式，通过齐泽克对全金属外壳、出租车司机等电影的扩展，用心理分析的方法阐释了“机械主义塑造了我们的思与行”，将重点放在意识形态本身。本电影于 2013 年 11 月在美国由时代精神电影公司发行。